# Sevim Tekeli
Sevim Tekeli (Esmirna, 22 de desembre de 1924 - Ankara, 16 de desembre de 2019) fou una professora d'Història de la ciència turca.

## Educació i orígens
Tekeli nasqué el 22 de desembre de 1924 a la ciutat turca d'Esmirna, un any després de la fundació de la República de Turquia. Cursà educació primària en diferents ciutats de Turquia, ja que el seu pare Osman Nuri Tekeli treballà com a governador en diverses províncies. Es llicencià a l'Institut de Noies Americanes d'Üsküdar.
Es llicencià en Filosofia a la Universitat d'Ankara i sota la influència d'Aydın Sayılı es veié atreta per la Història de la ciència durant els seus estudis universitaris.

## Carrera acadèmica
L'any 1952 començà la seva carrera com a ajudant de recerca del professor Aydın Sayılı al departament de Filosofia de la Universitat d'Ankara.

## Obres
Les obres de Tekeli se centraren principalment en la història de l'astronomia otomana, particularment en les obres de l'astrònom Taqí-d-Din.
Quan començà els seus estudis de doctorat, fou molt difícil trobar estudis i materials científics a Turquia sobre la història de la ciència otomana. És per això que decidí vèncer aquests problemes. Eventualment, superà tots aquests desafiaments i el 1956 completà la seva tesi doctoral, La comparació dels instruments observacionals de Nassir-ad-Din at-Tussí, Tycho Brahe i Taqí-d-Din, sota la supervisió d'Aydın Sayılı. Posteriorment fou publicada sota el mateix títol.
També s'interessà en el desenvolupament de l'esforç científic a l'Europa occidental del segle xvii i en comparar-lo amb el desenvolupament a l'Imperi Rus i a l'Imperi Otomà en termes d'activitats i assoliments científics. També examinà els efectes de l'Imperi Otomà sobre el Renaixement. Analitzà particularment els motius de la superioritat i el lideratge de l'Imperi Otomà al Món islàmic a principis de segle xvii.
Continuà la seva recerca en Taqí-d-Din i publicà un altre llibre, aquest basat en la seva tesi. En aquest llibre, revelà que Taqí-d-Din fou un dels astrònoms més importants del segle xvi. També dugué a terme estudis sobre el mapa de Piri Reis i de Muhyí-d-Din. Fou una de les primeres acadèmiques turques que estudià el fenomen de l'astronomia durant el període otomà.

### Articles seleccionats
Alguns dels seus articles són:
- 1970: Article d'Al Urdi sobre la qualitat de les observacions. Araştırma 8.
- 1980: Els Instruments Observacionals de l'Observatori d'Istanbul. Proceedings of the International Symposium on the Observatories in Islam, pp. 33,43.
- 1985: El mapa d'Amèrica segons Pîrî Reîs Arxivat 2016-03-04 a Wayback Machine.. New Dictionary of Scientific Biography.
- 2008: Al-Khujandī, Abū Maḥmūd Ḥāmid Ibn Al-Khiḍr. Complete Dictionary of Scientific Biography.
- 2008: Pirī Rais (or Re’is), Muḥyī Al-Dīn. Complete Dictionary of Scientific Biography.
- 2008: Muḥyi ’L-Dīn Al-Maghribī. Complete Dictionary of Scientific Biography.

### Llibres seleccionats
- 1975: Modern bilimin doğuşunda Bizansʾın etkisi? ("Bizanci juga algun paper en l'aparició de la ciència moderna?"), Ankara: Kalite Editorial, 1a edició.[6]
- 1985: İlk Japonya haritasını çizen Türk Kaşgarlı Mahmud ve Kristof Kolomb'un haritasına dayanarak en eski Amerika Haritasını çizen Türk Amiralı Piri Reis (‘El mapa més vell del Japó dibuixat per un turc, Mahmud de Kashgar, i el mapa d'Amèrica per Piri Reis’), Ankara: Atatürk Kültür Merkezi.[8][9]
- 2002: 16'ıncı yüzyılda Osmanlılarda saat ve Takiyüddin'en mekanik saat konstrüksüyonuna dair en parlak yıldızlar (‘Els rellotges de l'Imperi d'Otomà al segle xvi i les estrelles més brillants de Taqí-d-Din per a la construcció dels rellotges mecànics’), Ankara: T.C. Kültür Bakanlıgi, 2a edició.[10]
- 2007: Bilim tarihine giriş (‘Una introducció a la història de la ciència’), Ankara: Nobel Editorial (juntament amb altres autors)[11]